# Színész

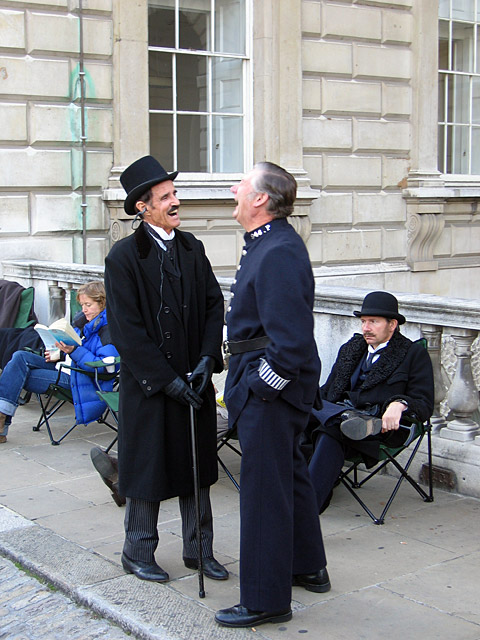
Korabeli ruhába öltözött színészek beszélgetnek a forgatás szünetében

A színész olyan személy, aki szerepet játszik művészeti produkcióban (mozifilmben, televízióban, színházban vagy rádióműsorban). Emellett énekelhet, táncolhat, vagy dolgozhat szinkronszínészként is.
A színész olyan személy aki a hivatását, mesterségét az erre létrehozott iskolai keretek között tanulta, vagy hosszú évek gyakorlatával, és a szakma elismerésével, elsajátította.
Színész nem tévesztendő össze az amatőr szereplővel.
A színész rendszerint kitalált szereplőt játszik; létező emberekről szóló vagy létező embereket szerepeltető kitalált művekben alakíthat létező személyt is. Időnként saját magukat alakítják.
A színészek Magyarországon a Művészeti Szakszervezetek szövetségébe tömörülnek. Érdekképviseleti szervezetük a SzíDosz (Színházi Dolgozók Szakszervezete), nemzetközi szervezetük a FIA (Federation International of Actors).

## A színészet története
Az első feljegyzés színészről i. e. 534-ből származik (feltehetőleg november 23-áról, bár a naptárban azóta történt változások nehézzé teszik ennek pontos meghatározását), amikor a görög Theszpisz színpadra lépett a Dionüsziosz Színházban. Ő volt az első, aki szereplőként jelent meg egy műben. A színjátszás forradalmasította a történetek elmesélésének módját. Theszpisz fellépése előtt a történeteket dalban és táncban mondták vagy egyes szám harmadik személyben mesélték el, de senki nem bújt a szereplők bőrébe. Egy mai napig fennmaradt színházi legenda szerint Theszpisz még mindig létezik csintalan szellem formájában, és a színházi gondokat néha neki tulajdonítják.
A történelmi időkben a színészek rendszerint nem álltak a társadalmi megbecsülés magas fokán, a kora középkorban például a vándorszínész-társulatokat gyanakvással kezelték. A 20. században ez azonban nagyot változott, és a színészet is megbecsült művészeti ág lett. Ennek egyik oka az lehetett, hogy elérhetőbbé vált a film mint szórakozási lehetőség, és ezzel emelkedett a filmsztárok társadalmi helyzete.
A múltban csak férfiak lehettek színészek. Az ókorban és a középkorban szégyenteljesnek számított, ha egy nő színpadra lép, és ez egészen a 17. századig így volt, amikor Velencében megtört ez a hagyomány. William Shakespeare idejében a női szerepeket fiatalemberek vagy fiúk játszották, bár némi bizonyíték van arra, hogy magukat férfinak álcázó nők is felléptek.

## Ellenkező neműeket játszó színészek
A fiatal fiúk szerepét nem ritkán nők játsszák, például Pán Péterét gyakran osztják nőre. Színházban gyakrabban előfordul, hogy felnőtt alakít gyereket, mint filmen. Ez alól a rajzfilmek jelentenek kivételt, ahol a fiú szereplők hangját gyakran adják nők, például A Simpson családban.  Az operában rengeteg nadrágszerep van, amelyet hagyományosan nők adnak elő, főleg mezzoszopránok, például Jancsi a Jancsi és Juliskában és Cherubino a Figaro házasságában.
A kis lord első amerikai filmváltozatában (1921) Mary Pickford játszotta a főszerepet. Linda Hunt megkapta a legjobb női mellékszereplőnek járó Oscar-díjat a The Year of Living Dangerously című filmért, amiben férfit alakított.
A komikus hatást, amit az ellenkező neműt játszó színész kivált, gyakran használják vígjátékokban, színházban és filmen egyaránt. Shakespeare legtöbb komédiájában előfordul hasonló. Dustin Hoffman és Robin Williams is nagy sikert arattak olyan filmekkel, amelyben nőnek öltöztek. Szintén híres Tony Curtis és Jack Lemmon filmje, a Van, aki forrón szereti, amelyben nőnek öltöztek, hogy elmeneküljenek a gengszterek elől.
Kínában nagyon sokáig tradíció volt, hogy nők nem léphettek színpadra.

## A színjátszás technikái
A színészek egész sor technikát alkalmaznak, amelyeket tanulás és tapasztalat útján tökéletesítettek. Ezek közül néhány:
1. A hang használata az érzelmek közvetítésében. Ezt úgy éri el, hogy helyes légzéssel, a kiejtésre ügyelve figyel a hangsúlyozásra
2. A különböző karakterek testi megjelenítése (a testnyelvet használva: izomtónussal, testtartással, gesztusokkal) a szerep hiteles megformálása érdekében, és a színpadi tér megfelelő kihasználása
3. Gesztikuláció a szavak kiegészítésére és hangsúlyozására

Shakespeare valószínűleg a korabeli színjátszási stílusról és technikákról írt, amikor ezeket a szavakat adta Hamlet szájába (Arany János fordítása):
Szavald a beszédet, kérlek, amint én ejtém előtted: lebegve a nyelven; mert ha oly teli szájjal mondod, mint sok szinész, akár a város dobosa kiáltná ki verseimet. Ne is fűrészeld nagyon a levegőt kezeddel, így; hanem jártasd egészen finomul: mert a szenvedély valódi zuhataga, szélvésze, s mondhatnám forgószele közepett is bizonyos mérsékletre kell törekedned és szert tenned, mi annak simaságot adjon. Ó, a lelkem facsarodik belé, ha egy tagbaszakadt, parókás fejű fickót hallok, hogyan tépi foszlánnyá, csupa rongyokká, a szenvedélyt, csakhogy a földszint állók füleit megrepessze, kiknek legnagyobb részét semmi egyéb nem érdekli, mint kimagyarázhatatlan némajáték és zaj. Én az ilyen fickót megcsapatnám, amiért a dühöncöt is túlozza és heródesebb Heródesnél. Kerüld azt, kérlek.
Csakhogy aztán fölötte jámbor se légy, hanem menj saját ép érzésed vezérlete után. Illeszd a cselekvényt a szóhoz, a szót a cselekvényhez, különösen figyelve arra, hogy a természet szerénységét által ne hágd: mert minden olyas túlzott dolog távol esik a színjáték céljától, melynek föladata most és eleitől fogva az volt és az marad, hogy tükröt tartson mintegy a természetnek; hogy felmutassa az erénynek önábrázatát, a gúnynak önnön képét, és maga az idő, a század testének tulajdon alakját és lenyomatát. No már, ha ezt túlozza valaki, vagy innen marad, bár az avatlant megnevetteti, a hozzáértőt csak bosszanthatja; pedig ez egynek ítélete, azt meg kell adnod, többet nyom egy egész színház másokénál. Ó, vannak színészek, én is láttam játszani – s hallottam dicsérve másoktól, nagyon pedig – kik, Isten bűnül ne vegye, se keresztény, se pogány, se általában ember hangejtését, taghordozását nem bírva követni; úgy megdölyfösködtek, úgy megordítoztak, hogy azt gondolám, a természet valamely napszámosa csinált embereket, de nem csinálta
jól, oly veszettül utánozták az emberi nemet.
Vessétek le egészen! No meg, aki köztetek a bohócot játssza, ne mondjon többet, mint írva van neki; mert vannak azok közt is, kik magok nevetnek, hogy egy csapat bárgyú néző utánok nevessen; ha szinte a darabnak éppen valamely fontos mozzanata forog is fent. Ez gyalázatosság, és igen nyomorú becsvágyra mutat a bohóc részéről, ki e fogással él. Menjetek, készüljetek.

## Magyar nyelvű színészképzést nyújtó felsőoktatási intézmények

### Magyarország
- Magyar Agrár- és Élettudományi Egyetem – Művészeti és Művészetközvetítési Képzések Központ (Kaposvár)
- Színház- és Filmművészeti Egyetem (Budapest)

### Erdély
- Babeș–Bolyai Tudományegyetem – Színház és Film Kar (Kolozsvár)
- Marosvásárhelyi Művészeti Egyetem – Magyar Művészeti Kar[1]

### Vajdaság
- Újvidéki Egyetem – Művészeti Akadémia

## Díjak
- Oscar-díj
- Golden Globe-díj (mozi és tévé kategóriában is)
- European Film Awards mozi- és tévészínészeknek
- Emmy-díj (televíziós)
- Genie-díj (filmes)
- Gemini-díj (televíziós)
- BAFTA-díj (mozis és televíziós)
- Tony-díj (színház, pontosabban a Broadway)
- Európai Színház-díj (színház)
- Laurence Olivier-díj (színház)
- Screen Actors Guild mozi- és tévészínészeknek
- Jászai Mari-díj
- Kossuth-díj

## Ajánlott irodalom
- An Actor Prepares by Konstantin Stanislavski (Theatre Arts Books, ISBN 0-87830-983-7, 1989)
- A Dream of Passion: The Development of the Method by Lee Strasberg (Plume Books, ISBN 0-452-26198-8, 1990)
- Sanford Meisner on Acting by Sanford Meisner (Vintage, ISBN 0-394-75059-4, 1987)
- Letters to a Young Actor by Robert Brustein (Basic Books, ISBN 0-465-00806-2, 2005).
- The Alexander Technique Manual by Richard Brennan (Connections Book Publishing ISBN 1-85906-163-X 2004)